# Schrotleiter

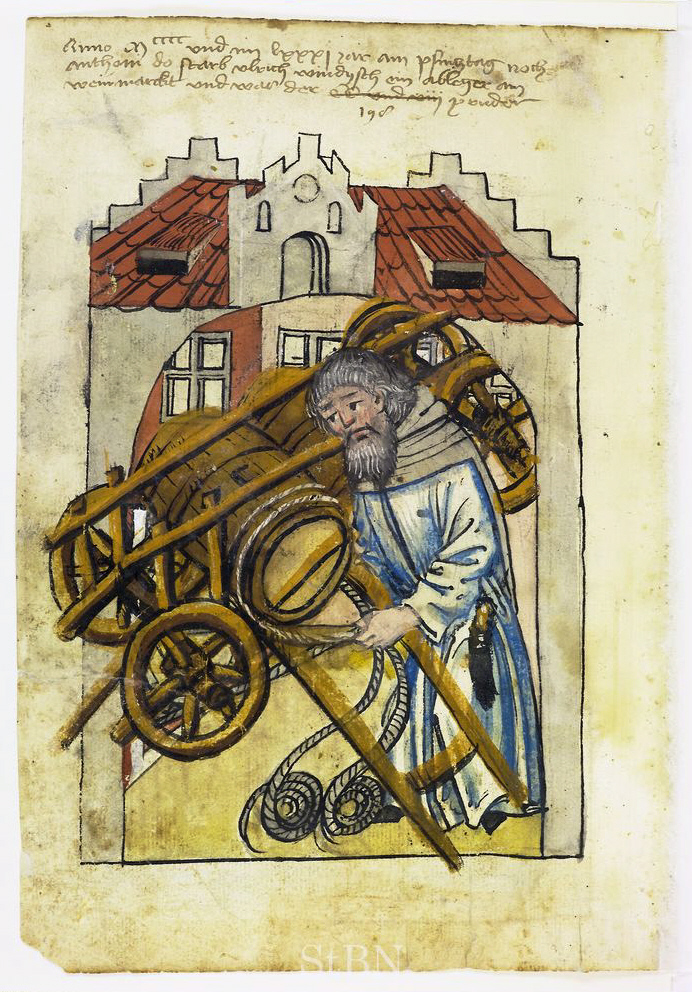
Vorbereitung zum Abladen eines Fasses vom Wagen mit Hilfe einer Fassleiter. Darstellung in den Nürnberger Hausbüchern (1481)

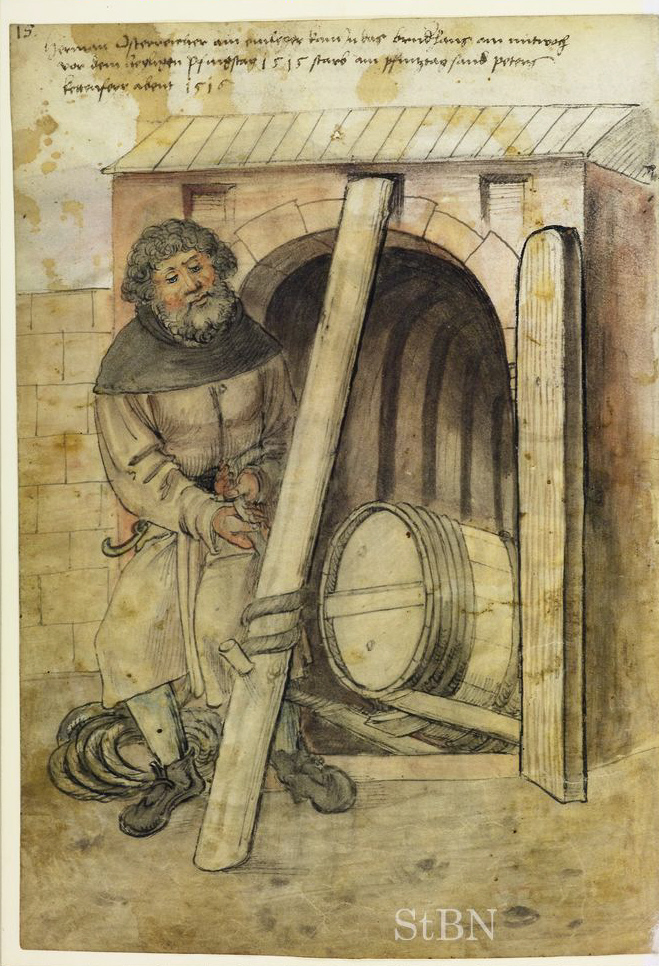
Ein Schröter mit seinem Gerät: Schrotleiter als Rutsche für das Fass, Schrotseil und Schrotbaum. Darstellung in den Nürnberger Hausbüchern (1516).

Die Schrotleiter (oder rheinisch Schradleiter), auch Fassleiter genannt, ist ein historisches Arbeitsgerät der Schröter zum Heben und Herablassen von schweren Fässern.
Eine Schrotleiter speziell für Weinfässer wird Weinleiter genannt. In Weinbauregionen taucht die Weinleiter als gemeine Figur in Wappen auf.

## Arbeitsgerät
Eine Schrotleiter besteht ähnlich wie eine gewöhnliche Leiter aus zwei parallel verlaufenden starken Holmen und zwei dünneren, gebogenen Querstreben. Die Holme sind in manchen alten Darstellungen leicht geschwungen, wie die Kufen eines Schlittens.
Die Schrotleiter diente den Schrötern als Hilfsmittel, um schwere Fässer auf einer schiefen Ebene leichter anheben oder abladen zu können. Schröter hatten die Aufgabe, Fässer mit Bier oder Wein in die Keller zu bringen, sie dort umzulagern oder sie wieder aus den Kellern abzuholen. Auch das Be- und Entladen der Fahrzeuge gehörte zur schweren Arbeit der Schröter.
Beim Hochziehen oder Herablassen der Fässer verwendeten Schröter außer der Schrotleiter auch ein Seil (das Schrotseil oder Schradseil) und gegebenenfalls einen Schrotbaum zum Abstützen (siehe Abbildung).
Anstelle einer Schrotleiter konnten Schröter auch zwei kräftige Holzstangen verwenden, die nicht mit Querstreben verbunden waren. Wenn der Schröter zwei solche Schrotstangen parallel anordnete, konnte er die Fässer auf ihnen wie auf einer Schrotleiter hinaufziehen oder sie hinabgleiten lassen. Eine von Schrötern verwendete starke Holzstange wurde als Schrotstange, Schrotbaum oder Schrotholz bezeichnet, unabhängig davon, wie der Schröter sie bei der Arbeit einsetzte. Auch die Holme der Schrotleitern wurden als Schrotbaum bezeichnet.

## Weinleiter als Wappenfigur
Sowohl das Erscheinungsbild mit geraden als auch mit geschwungenen Holmen finden sich in Wappendarstellungen. Im Gegensatz zu „normalen“ Leitern hat die Weinleiter im Wappen in der Regel zwei Sprossen, die manchmal auch gebogen dargestellt werden, auch wenn die Perspektive das nicht hergibt.
Weinleitern in Wappen

Rastatt (bis 1995)
Landkreis Rastatt
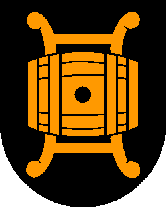
Tragwein, Oberösterreich
Weinheim
Gau-Weinheim